# Lebogang Mashile
Lebogang Mashile (sinh ngày 7 tháng 2 năm 1979) là một diễn viên, nhà văn và nhà thơ người Nam Phi.

## Tiểu sử
Là con gái của một gia đình Nam Phi lưu vong, Mashile được sinh ra ở Hoa Kỳ và trở về Nam Phi vào giữa những năm 1990 sau khi kết thúc chế độ apartheid. Bà bắt đầu học luật và quan hệ quốc tế tại Đại học Witwatersrand nhưng trở nên hứng thú hơn với nghệ thuật. Với Myesha Jenkins, Ntsiki Mazwai và Napo Masheane, bà đã thành lập nhóm thơ Feela Sistah.
Mashile xuất hiện trong bộ phim Hotel Rwanda năm 2004 và đã thực hiện một số tác phẩm sân khấu, bao gồm Threads, kết hợp múa, âm nhạc và thơ. Bà cũng đã thu âm một album biểu diễn trực tiếp kết hợp âm nhạc và thơ ca, mang tên Lebo Mashile Live. Bà đồng sản xuất và dẫn chương trình phim tài liệu L'Attitude trên SABC 1  và đã tổ chức một chương trình trò chơi gọi Drawing the Line trên SABC 2.
Năm 2005, Mashile xuất bản tập thơ đầu tiên của mình, In a Ribbon of Rhythm, với tập thơ này cô đã nhận được giải thưởng Noma năm 2006.
Mashile và nhạc sĩ, nghệ sĩ biểu diễn, nhà văn Majola đã phát hành một EP vào năm 2016.

## Giải thưởng và vinh danh
Mashile được Cosmopolitan  bầu chọn là một trong những người phụ nữ xuất sắc của Nam Phi năm 2005 và là một trong 100 thanh niên hàng đầu ở Nam Phi do Mail &amp; Guardian bình chọn trong các năm 2006, 2007 và 2009. Năm 2006, bà được The Star bình chọn là nhân vật hàng đầu trên truyền hình trong danh sách Top 100 hàng năm của họ.
Năm 2007, Mashile là người nhận Giải thưởng Phụ nữ uy tín của báo chí thành phố / Rapport và cũng được vinh danh là Người phụ nữ của năm 2010 hạng mục Nghệ thuật và Văn hóa của tạp chí Glamour.
Mashile được tạp chí New Phi bình chọn là một trong 100 người châu Phi hàng đầu năm 2011 và năm 2012, bà đã giành được giải thưởng Đại sứ nghệ thuật tại lễ trao giải Mbokodo cho phụ nữ Nam Phi trong nghệ thuật. Mashile biểu diễn tại Khai mạc Quốc hội năm 2009. Bà đã được mô tả là "có lẽ Mashile là cái tên đầu tiên xuất hiện trong đầu khi nghĩ về một nhà văn nữ tạo ra những làn sóng khổng lồ trong không gian thơ".